# 莫多婁貸文
莫多婁 貸文（ばくたろう たいぶん、生年不詳 - 538年）は、中国の北魏末から東魏にかけての軍人。本貫は太安郡狄那県。

## 経歴
普泰元年（531年）、高歓が反爾朱氏の兵を起こすと、貸文はこれに従った。中興元年（同年）、伏波将軍・武賁中郎将・虞候大都督に任ぜられた。爾朱兆を広阿に討って、功績により前将軍の号を加えられ、石城県子に封ぜられた。中興2年（532年）、韓陵の戦いで爾朱氏を破ると、貸文の爵位は侯に進んだ。永熙2年（533年）、貸文は爾朱兆を赤谼嶺に追撃した。爾朱兆が追いつめられて自殺すると、貸文はその遺体を収容した。左廂大都督に転じた。永熙3年（534年）、高歓と孝武帝の間が険悪となると、孝武帝は賈顕智を派遣して石済を守らせた。貸文は高歓の命を受けて精鋭3万を率いて進発した。貸文は竇泰らと定州で合流し、ともに石済におもむいて、賈顕智を撃破した。東魏の天平年間、貸文は晋州刺史に任じられた。汾州の胡族の乱を高歓が討つと、貸文は先鋒をつとめて、戦功を挙げた。凱旋すると褒賞を受けて、都督汾陝東雍晋泰五州諸軍事となった。後に太保の尉景とともに東雍州と南汾州を攻めて、これを落とした。
元象元年（538年）7月、貸文は車騎大将軍・儀同・南道大都督に任じられ、侯景・厙狄干・高昂・韓軌・可朱渾元らとともに西魏の独孤信を洛陽で包囲した。8月、西魏の宇文泰らの援軍が函谷関を出ると、侯景と高昂は軍旅を整えて、敵援軍の来るのを迎え撃とうとした。貸文は部下を率いて敵援軍の前衛を攻撃しようと求めたが、侯景らは許可しなかった。貸文は命令を聞き入れず、軽騎1000を率いて前方に斥候に出て、西方の瀍澗を過ぎるところで、西魏の李弼らの軍と遭遇して敗れ、戦没した。都督并肆恒雲朔五州諸軍事・并州刺史・尚書右僕射・司徒公の位を追贈された。
子に莫多婁敬顕があった。

## 伝記資料
- 『北斉書』巻19 列伝第11
- 『北史』巻53 列伝第41